# Dasypterus xanthinus
Espèce
Statut de conservation UICN

 LC  : Préoccupation mineure
Dasypterus xanthinus est une espèce de chauves-souris nord-américaine de la famille des Vespertilionidae.

## Taxonomie
L'animal est d'abord décrit par le zoologiste britannique Oldfield Thomas en 1897 comme une nouvelle sous-espèce de Dasypterus ega avec un nom trinominal de Dasypterus ega xanthinus. En 2015, on affirme que cette espèce et d'autres de la même famille devraient être dans le genre Dasypterus, alors que d'autres biologistes aient depuis soutenu que Dasypterus devrait rester un sous-genre de Lasiurus. En 1988, on fait valoir qu'elle devrait être considérée comme une espèce à part entière sur la base de sa génétique. Son nom d'espèce xanthinus vient du grec ancien xanthos, ce qui signifie « appartenant au jaune ».

## Description

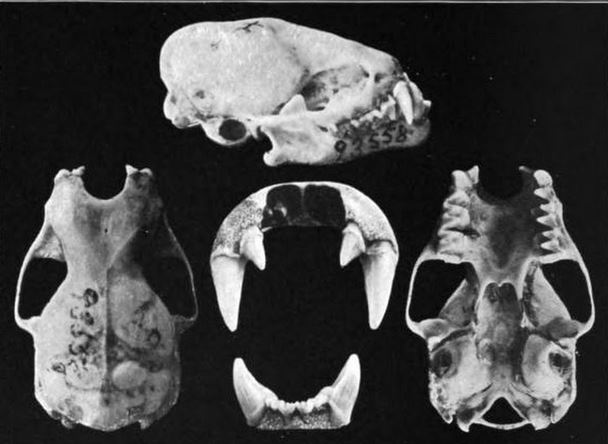
Crâne de Dasypterus ega xanthius

Dasypterus xanthinus a une longueur de l'avant-bras de 42 à 47 mm ; il est donc plus grand que Dasypterus ega. Son poids est d'environ 16 g.
Sa fourrure est jaune vif. Il possède 32 dents.

## Répartition

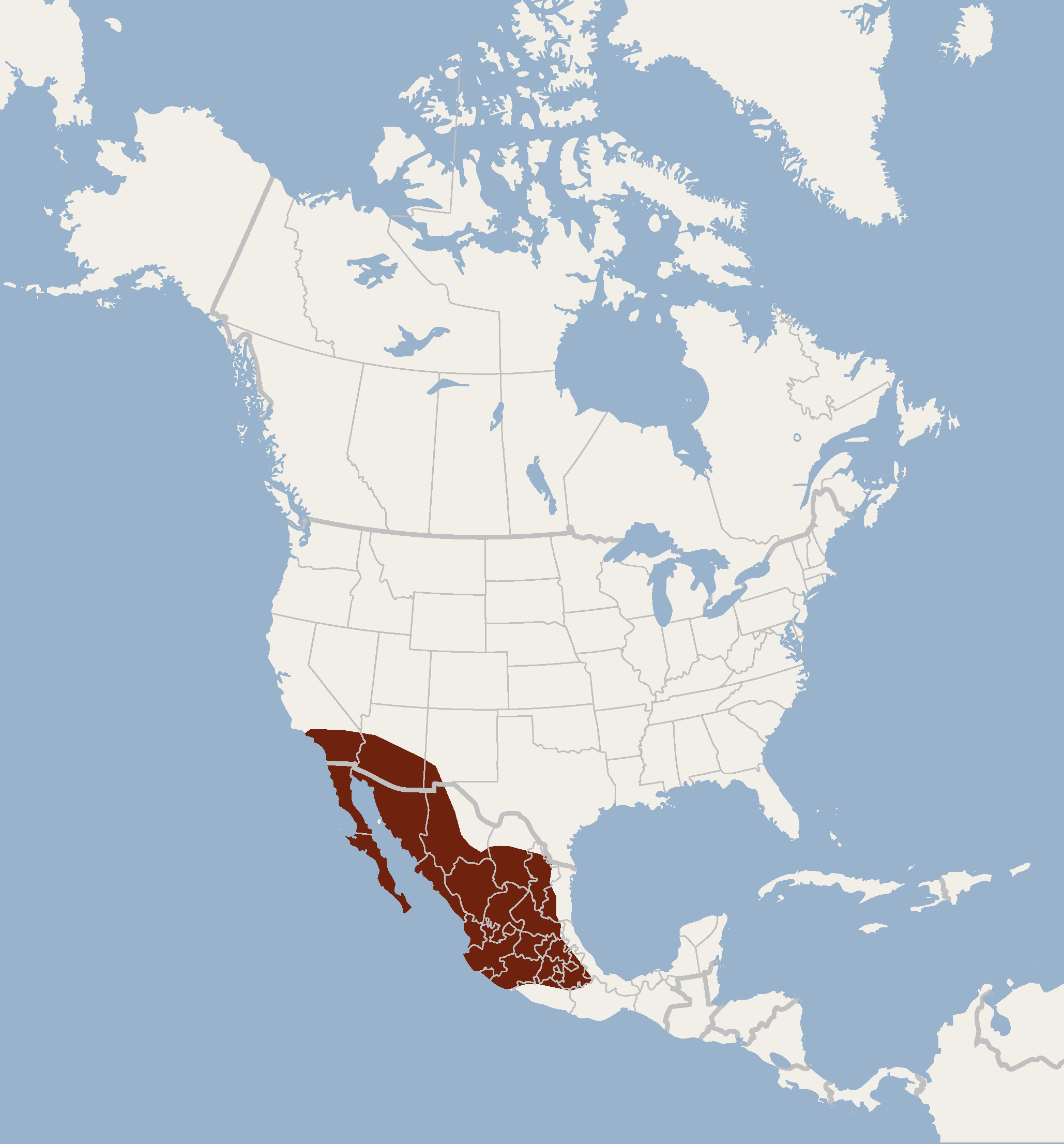
Aire de répartition de Dasypterus xanthinus

Dasypterus xanthinus est présent aux sud-ouest des États-Unis, en Arizona, en Californie et au Nouveau-Mexique, et à l'ouest et au centre du Mexique comme l'État de Basse-Californie.

## Écologie et comportement
Dasypterus xanthinus dort dans des arbres tels que Populus fremontii, Platanus wrightii (en) et Quercus arizonica. Si c'est possible, la chauve-souris utilise les feuilles mortes encore sur les branches au bord des palmiers comme Washingtonia filifera comme lieu de repos.

## Conservation
Dasypterus xanthinus est classé dans la catégorie LC (préoccupation mineure) par l'UICN depuis 2017. Son aire de répartition est assez large et comprend des zones protégées. Le nombre d'individus reste stable et il est peu probable que cette espèce décline rapidement.